# L'Étoile du cirque
Pour plus de détails, voir Fiche technique et Distribution.
L'Étoile du cirque (Der Sprung ins Leben) est un film allemand réalisé par Johannes Guter, sorti en 1924.

## Synopsis
Idea travaille comme une jeune artiste dans un petit cirque itinérant et lorsque la troupe s'arrête dans une station balnéaire, elle observe des membres de cette société dorée. Son regard s'y promène avec nostalgie et se lamente de sa condition social. Ces lamentations sont recueillis par un idéaliste un peu hors du monde et un scientifique bourgeois, le Dr Rudolf Borris. Ce dernier s'est déjà fait avoir par sa bienveillance en voulant aider un clochard qui l'a ensuite volé. Borris n'a rien appris de son échec et veut maintenant aider cette jeune fille pour en faire une vraie dame dans la haute société. Idea accepte cette offre alléchante et est ensuite confiée à la garde de Sophie, la tante de Rudolf. Pour Idea, cela signifie également l'adieu à son partenaire de cirque Frank, qui l'aime depuis un certain temps déjà.
Au début, tout est passionnant et instructif pour Idea mais bientôt le sang du cirque s'agite en elle, son âme appelle la piste et désire ardemment les applaudissements du public. Un jour, la jeune fille revoit Frank et il est désormais clair pour elle qu'elle l'aime autant qu'il l'aime. Idea fait comprendre à Borris qu'elle lui est reconnaissante mais qu'elle veut tout de même retourner dans son propre monde, pensant qu'ici tout est comme une prison à la manière d'une cage dorée. Borris pense que le désir d'Idea n'est que temporaire et il part en voyage avec elle. La rigidité sociale des gens qu'Idea admirait tant autrefois lui devient de plus en plus pénible et le côté guindé de son bienfaiteur Borris la rebute de plus en plus. Un jour, la fille du cirque n'en peut plus et s'enfuit en haute montagne pour échapper à son compagnon qui lui court après mais fait une chute et se blesse. Idea se voit alors dans l'obligation de s'occuper de son bienfaiteur blessé et pendant un certain temps, le retour au cirque est oublié. Mais le sang des gens du voyage continue de bouillir en elle car la nostalgie devient bientôt de plus en plus forte. C'est donc le cœur lourd qu'elle cède lorsque Frank, qui vient de se faire voler sa partenaire de piste, lui demande de se produire à nouveau avec lui, au moins pour une soirée.
La partie d'Idea dans le numéro d'artiste de Frank, qui a fait ses preuves, est la même qu'auparavant, une barre sur son front, une boule tourne au-dessus et Idea se tient en équilibre sur la boule. L'intermède, conçu comme un numéro de cirque ambulant, est ici simplement plus grand et plus sensationnel et est présenté dans un enclos de fauves. Borris, qui n'est pas encore complètement rétabli et qui a recherché Idea, prend place dans le cirque et découvre la représentation plein de tension. Idea a quitté le métier depuis assez longtemps et semble donc assez nerveuse. Cela fait un an qu'elle ne s'est pas entraînée, et lorsque Borris la voit et se rend compte de son manque d'assurance, il crie son nom à haute voix, en désespoir de cause. Pendant un instant, Idea perd sa concentration et tombe dans le vide au milieu des prédateurs sauvages. Au dernier moment, Frank parvient à sauver sa partenaire. Le Dr Borris, à bout de nerfs, tire une conclusion de cet incident. Sa bien-aimée est une enfant du cirque et il n'a pas le droit de l'arracher à sa propre terre nourricière pour la réimplanter dans sa vie qui lui est totalement étrangère. 
Borris libère Idea, qui retourne dans son monde, le cirque.

## Fiche technique
- Titre original : Der Sprung ins Leben
- Titre français : L'Étoile du cirque
- Réalisation : Johannes Guter
- Scénario : Franz Schulz
- Photographie : Fritz Arno Wagner
- Pays d'origine : République de Weimar
- Format : Noir et blanc - 1,33:1 - Film muet
- Date de sortie : 1924

## Distribution
- Xenia Desni (en) : Idea
- Walter Rilla : Frank
- Paul Heidemann : Dr Rudolf Borris
- Frida Richard : Rudolfs Tante Sophie
- Käthe Haack : la secrétaire du Dr Borris
- Leonhard Haskel : le directeur du cirque
- Lydia Potechina : la femme du directeur du cirque
- Hans Brausewetter : l'ami de Borris
- Marlene Dietrich : la fille sur la plage
- Hans Heinrich von Twardowski : Geiger
- Max Gülstorff : Geiger